# Storžič
Storžič je hora, nacházející se v západní části pohoří Kamnicko-Savinjské Alpy, ve Slovinsku. Svou nadmořskou výškou 2132 metrů převyšuje okolní údolí o 1600 metrů a tvoří tak působivou kulisu městu Kranj a Lublaňské kotlině. Skalnatý vrchol je tvořený vápencem a představuje protáhlý hřeben, kterým místy prostupují holiny a klečové louky. Vrchol je výborným rozhledovým bodem.

## Poloha
Celý hřeben hory leží mezi dolinou řeky Kokry, jež obepíná masiv od východu a odděluje ho tak od centrální části Savinjských Alp, a údolím říčky Tržiška Bistrica tekoucí na západě hory. Zde se také nachází hlavní turistické centrum oblasti, město Tržič. Jižní svahy Storžiče se pozvolna ztrácejí v Lublaňské kotlině. Naopak na severu pozvolna přecházejí v nižší vrchovinu Konjščica, oddělující jej od severněji položeného hřebene Koschuta, ležícího již v pohoří Karavanky.

## Přístup
- 4h: od chaty Dom pod Storžičem (1123 m n. m.), západním hřebenem zvaným Psica
- 3½h: od chaty Dom pod Storžičem, po severním hřebeni Škarjev rob
- 3h: od chaty Dom pod Storžičem, skrz vhloubení Skozi Žrelo v severní stěně
- 1¾h: od chaty Planinski dom na Kališču (1534 m n. m.), po dálkové cestě – transverzále
- 4½h: od chaty Zavetišče v Gozdu (891 m n. m.), přes Malou Poljanu
- 4½h: z obce Spodnje Jezersko, přes vrchol Bašeljski vrh (1744 m n. m.)
- 3½h: z obce Trstenik, přes Velikou Poljanu a Planinu Javornik
- 5h: z města Tržič, hřebenovkou přes Kriška gora a vrchol Tolsti vrh (1714 m n. m.)